# Christoph Hermann von Manstein
Christoph Hermann von Manstein (* 1. September 1711 in Sankt Petersburg; † 27. Juni 1757 bei Welemin) war ein preußischer Generalmajor.

## Leben

### Herkunft
Christoph Hermann war der Sohn von Ernst Sebastian von Manstein (1678–1747) und dessen Ehefrau Dorothea von Ditmar. Sein Vater war russischer Generalleutnant und Gouverneur von Reval.

### Militärkarriere
Manstein wurde von Hauslehrern unterrichtet und war für den russischen Kriegsdienst bestimmt. Aber als der preußische Generalmajor Christian Ludwig von Kalsow die Mansteins auf einer Reise nach St. Petersburg besuchte, änderte Manstein seine Meinung und ließ sich überreden, in preußischen Diensten zu treten. Er kam zu den Kadetten, wo er drei Jahre blieb. Danach wurde er Fahnenjunker im Regiment „Friedrich von Braunschweig“ und 1730 Fähnrich. Als solcher ging er einige Zeit auf Werbung.

#### Russische Dienste
Bei einem Besuch seiner Eltern in Reval riet ihm sein Vater, mit der Aussicht auf ein schnelleres Fortkommen in russische Dienste zu treten. Aber erst ein Gespräch mit der Zarin Anna konnte ihn überzeugen, und so wurde er Grenadierkapitän im St. Petersburger Regiment. 1735 zog das Regiment auf die Krim in den Krieg gegen die Türken. Manstein konnte sich beim Sturm auf die feindlichen Linien bei Perekop auszeichnen und wurde dabei zweimal verwundet. Die Zarin ernannte ihn dafür zum Second-Major.
1737 war er bei der Eroberung von Oczakow dabei, wurde am Fuß verletzt und zum Premier-Major befördert. Er machte noch zwei weitere Feldzüge gegen die Tataren und die Türken mit. Nach dem Friedensschluss im Jahre 1739 wurde Manstein von der Zarin zum Oberstleutnant und Generaladjutanten des Feldmarschalls Münnich ernannt.
Als die Zarin 1740 starb, erhielt der Herzog von Biron die Vormundschaft über den künftigen Zaren, aber dessen Mutter wollte Biron absetzen. Sie wandte sich an den Feldmarschall Münnich. Es wurde beschlossen, den Herzog zu verhaften. Das gefährliche Unternehmen wurde dem Oberstleutnant Manstein übertragen. Der führte es mit viel Geschick aus. Nach dem erfolgreichen Unternehmen wurde er zum Oberst befördert und ihm das Kommando des Astrachanschen Regiments übergeben. Zur Belohnung gehörten noch vier große Güter in Ingermanland. 1741 brach ein Krieg mit Schweden aus. Manstein führte dort eine Brigade in die Schlacht bei Villmanstrand. In dem Krieg wurde er mehrfach verwundet, darunter durch einen Schuss in die Lenden, was ihn zwang, den Feldzug abzubrechen und zur Behandlung nach St. Petersburg zurückzukehren. Inzwischen wurde Elisabeth Zarin und nahm Manstein sein Regiment und seine Güter. Er musste binnen 24 Stunden St. Petersburg verlassen und wurde einer Garnison in St. Anna an der sibirischen Grenze zugeteilt. Nach vielen Bitten und Interventionen kam er nach Livland zum zweiten Moskauer Regiment. Damit wurde er 1743 zur russischen Flotte versetzt, bis zum Frieden vom 27. Juli 1743.
Danach kam er mit seinem Regiment in die Stadt Weissenstein in Livland. Von einem missgünstigen Offizier bei Hofe des Verrats beschuldigt, wurde er verhaftet, jedoch eine Untersuchung stellte seine Unschuld fest. Die Ereignisse hatten ihm aber den Dienst verleidet. Er stellte einen Antrag auf Entlassung, der abgelehnt wurde. Er bekam aber ein halbes Jahr Urlaub. 1744 befand er sich in Berlin. Dort versuchte er den russischen Gesandten von Gernischeff zu überzeugen, seine Entlassung zu bewirken, der jedoch ablehnte. So trat er 1745 ohne Entlassung in preußische Dienste. Der russische Hof versuchte es zunächst mit Drohungen, die nicht fruchteten, und verhaftete dann den Vater, aber auch das beeindruckte ihn nicht.

#### Preußische Dienste

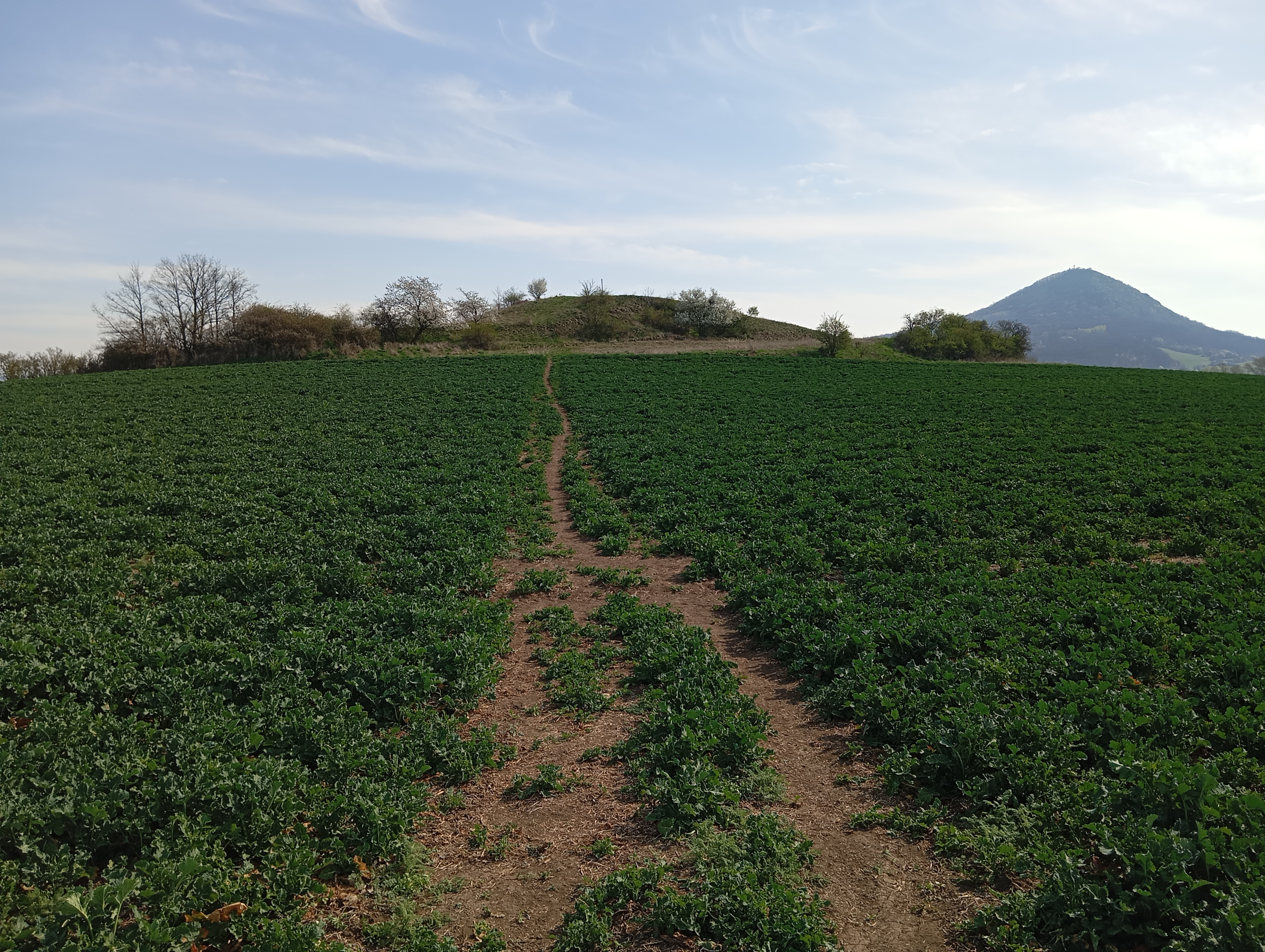
Der Hügel bei Velemín, wo der preußische Generalmajor Christoph Hermann von Manstein am 27. Juni 1757 fiel. Im Hintergrund der Berg Lovoš

Manstein wurde am 15. März 1745 von Friedrich II. zu seinem Generaladjutanten ernannt. Er blieb bis zum Frieden von Dresden in dieser Funktion. Nach dem Krieg war er in verschiedenen Staatsgeschäften unterwegs und wurde am 12. September 1754 zum Generalmajor ernannt.
Mit dem Siebenjährigen Krieg kam er zur Armee des Herzogs von Braunschweig, konnte das Schloss Tetschen erobern und Kontributionen eintreiben. Im Oktober 1756 wurde ihm das ehemals sächsische Regiment „Minckwitz“ übergeben, das er den Winter über ausbildete. Im Jahre 1757 ging er über Neustadt in Böhmen nach Prag, wo er noch österreichische Truppenteile verfolgen konnte. In der nachfolgenden Schlacht von Kolin kämpfte er auf dem rechten Flügel und wurde am linken Arm verletzt. Durch seinen eigenmächtigen Angriff auf den linken österreichischen Flügel verschuldete er maßgeblich den Verlust der Schlacht.
Nach der Schlacht wurde er nach Dresden beordert, um seine Verletzungen zu kurieren. Der König gab ihm eine Bedeckung von hundert Mann mit, aber am 27. Juni bei Welmina (heute Velemín) wurde der Tross von 800 Kroaten und Panduren angegriffen. Da er sich nicht ergeben wollte, wurde Manstein nach heftiger Gegenwehr erschossen.
Bekannt wurde er auch durch sein Buch Mémoires historiques, politiques et militaires sur la Russie par le Général de Manstein (Paris 1771), das einen tiefen Einblick in die Zustände im russischen Heer gewährt.

### Familie
Manstein heiratete am 21. Januar 1741 in Sankt Petersburg Christiane Juliane von Finck (1723–1767). Das Paar hatte drei Söhne und fünf Töchter, darunter:
- Hermann Johann Ernst (1742–1808), preußischer Generalleutnant
- Dorothea Elisabeth (* 1743)
- Juliane Sophia Luise (* 1746)
- Sophia Charlotte Albertine (* 1749)
- Eleonore Hedwig (* 1750)
- Karl Ferdinand Hans (* 1754)

Dazu adoptierte er noch den türkischstämmigen Ludwig von Steinmann (ca. 1730–1815), der als preußischer Oberst starb.
Der General Friedrich August von Finck (1718–1766) war sein Schwager.
Ein Nachkomme von ihm, Gustav von Manstein (1805–1877), befehligte im Deutsch-Französischen Krieg 1870/71 das IX. Armee-Korps. Dieser wiederum war der Adoptivgroßvater von Erich von Lewinski, genannt von Manstein, Generalfeldmarschall im Zweiten Weltkrieg.